# Bronisław Wąsowski
Bronisław Wąsowski (ur. 7 czerwca 1895, zm. 24 maja 1924 w Warszawie) – kapitan pilot-obserwator Wojska Polskiego, dowódca 7. eskadry myśliwskiej, uczestnik wojny polsko-ukraińskiej i polsko-bolszewickiej.

## Życiorys
Syn Kazimierza i Emilii z Borowskich, urodził się w majątku Józefowa na terenie powiatu dziśnieńskiego. Ukończył szkołę kadetów morskich w Petersburgu i 1 października 1913 r. został powołany do odbycia służby w armii rosyjskiej. Następnie uczył się w szkole wojskowej w Kazaniu, po jej ukończeniu został promowany do stopnia podporucznika. Od 25 stycznia 1915 dowódca 11. kompanii 55 podolskiego pułku piechoty na froncie. 20 marca 1915 został ranny pod wsią Polańczyk . 11 grudnia 1915 za męstwo na polu walki został awansowany do stopnia porucznika, a 12 maja 1916 sztabskapitana ze starszeństwem z 1 listopada 1915 . Służbę kontynuował w 5. pułku jazdy oraz 40. pułku saperów w Odessie. 
1 grudnia 1917 r. wstąpił do 5. pułku strzelców polskich w II Korpusie Polskim, w jego składzie wziął udział w bitwie pod Mołodecznem gdzie dostał się do radzieckiej niewoli. Po dwóch tygodniach udało mu się uciec z więzienia i powrócić do swej jednostki. Po rozwiązaniu Korpusu przedostał się do Polski. 24 listopada 1918 r. został żołnierzem Samoobrony Wileńskiej, był dowódcą szwadronu w 13 pułku ułanów i brał udział w walkach podczas wojny polsko-ukraińskiej. Następnie zgłosił się do służby w polskim lotnictwie, został skierowany 20 czerwca 1919 r. do Oficerskiej Szkoły Obserwatorów Lotniczych na kurs obserwatorów lotniczych. Po jego ukończeniu został przydzielony do 1. eskadry wywiadowczej. Następnie został przeniesiony do 4. eskadry wywiadowczej, gdzie objął stanowisko zastępcy dowódcy eskadry.
W czasie wojny polsko-bolszewickiej, z powodu braku samolotów, powrócił do służby w kawalerii. Został przydzielony do dywizjonu Huzarów Śmierci i przeszedł jego szlak bojowy. Po zakończeniu działań wojennych powrócił do służby w lotnictwie, został przydzielony do 11. eskadry wywiadowczej a następnie do 3. eskadry wywiadowczej.
20 kwietnia 1923 r. został skierowany do Niższej Szkoły Pilotów, 12 lipca 1923 r. został przeniesiony do Wyższej Szkoły Pilotów. Po jej ukończeni został skierowany jako pilot myśliwski do 7. eskadry myśliwskiej. W sierpniu 1923 r. objął dowództwo nad tą jednostką. Zginął 24 maja 1924 r. w Warszawie w katastrofie lotniczej. Został pochowany na cmentarzu wojskowym Powązki, kwatera 112-10-2.

## Ordery i odznaczenia
- Krzyż Walecznych[8]
- Polowa Odznaka Obserwatora – pośmiertnie 11 listopada 1928 „za loty bojowe nad nieprzyjacielem w czasie wojny 1918–1920”[9][10]
- Order Świętego Włodzimierza 4 stopnia z mieczami i kokardą – 30 listopada 1916[2]
- Order Świętej Anny 4 stopnia z napisem „Za odwagę” – 26 października 1916[2]
- Order Świętego Stanisława 3 stopnia z mieczami i kokardą – 19 kwietnia 1916[2]

2 lipca 1916 został przedstawiony do odznaczenia Złotą Bronią Świętego Jerzego .